# Torre del Candeliere
La Tour du Chandelier (en italien : Torre del Candeliere), aussi connue comme Torre dell'orologio, est un monument muséal de la ville de Massa Marittima, dans la province de Grosseto en Toscane. Elle est située dans le quartier de la « Ville neuve ». Depuis 1985, il est possible de visiter la tour avec le Cassero Senese,.

## Histoire
La tour a été construite en 1228 sous la podesteria du Pisan Tedice Malabarba pour inaugurer l'expansion de la ville en dehors de la « Vieille Ville ».
La fonction de la fortification était principalement d'agir comme une tour de guet, mais au sens figuré, elle symbolisait la supériorité de la municipalité de Massa Marittima, qui avait récemment gagné la liberté de la domination de l'évêque-prince, s'élevant à 28 mètres devant le château de Monteregio, siège de l'évêque.
En 1335, après des batailles épuisantes entre Massa et Sienne, la municipalité de Maremme dut se rendre aux Siennois qui, pour démontrer leur autorité, coupèrent la tour d'un tiers de sa hauteur et commencèrent à construire la forteresse connue sous le nom de Cassero Senese, achevée le 19 février 1337 et relié aux remparts de Massa Marittima par une arche, ou plutôt un pont viaduc avec une travée, de 21,79 m. En 1413 une cloche forgée par Luca di Bandi de Cortone fut placée au sommet de la tour, pesant 400 kg avec un battant de 40 kg, tandis qu'à partir de 1443 la première horloge de la ville y fut placée. L'horloge fut ensuite remplacée grâce à un don du grand-duc Cosme de Médicis (1563), puis de nouveau en 1610. La cloche, quant à elle, fut détruite par la foudre le 14 mars 1760 et remplacée par une autre coulée à Florence, qui porte une inscription invoquant la bénédiction de la Vierge, Cerbone di Populonia (it) et Bernardin de Sienne.
La tour a été transformée en musée en 1985 et il est possible pour les visiteurs de monter au dernier étage de la tour et de franchir l'arc pour atteindre les fortifications du Cassero Senese. Depuis 2004, il fait partie des musées du réseau provincial des musées de la Maremme.

## Galerie

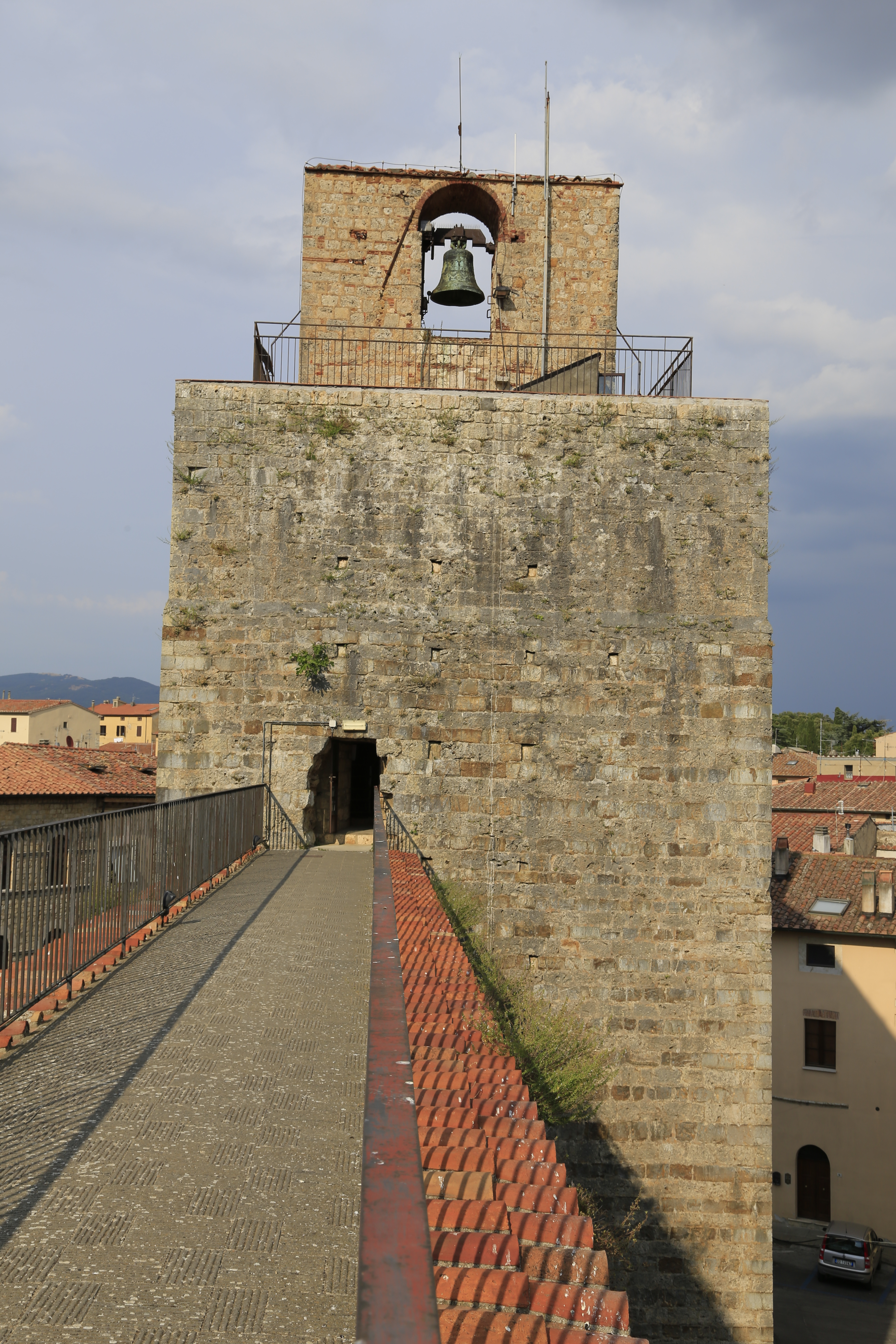
Le haut de la tour.
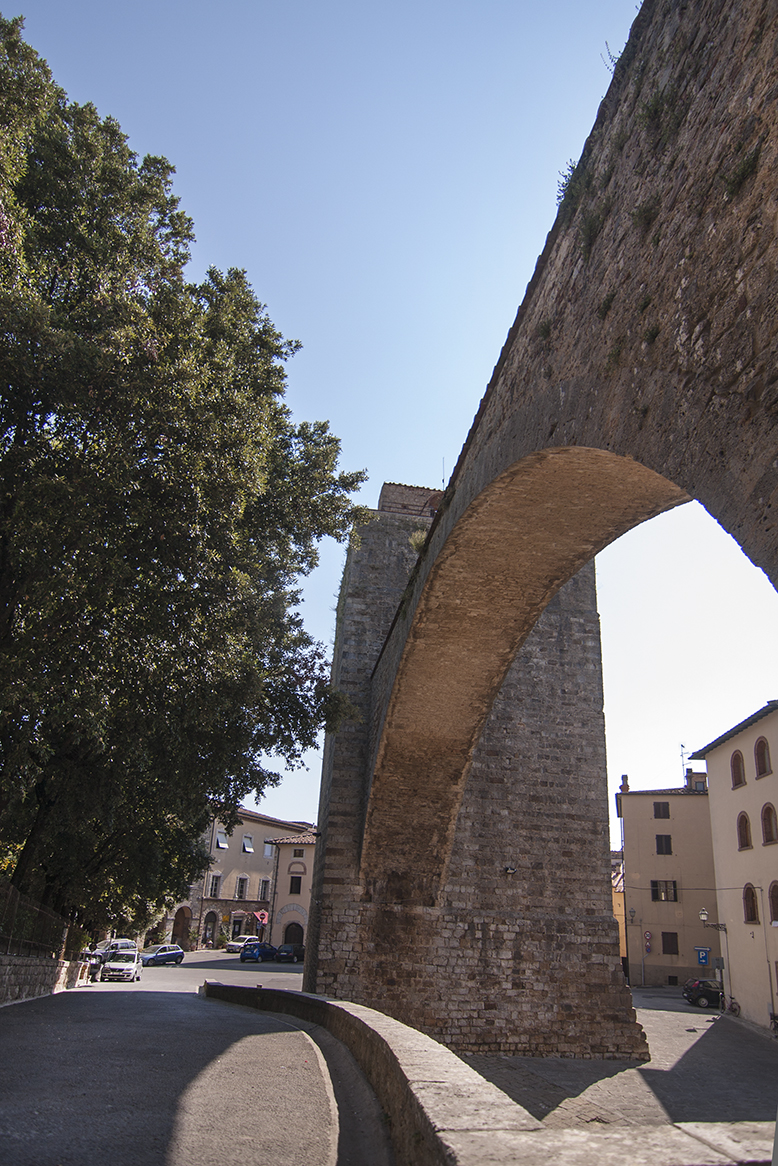
L'arche.
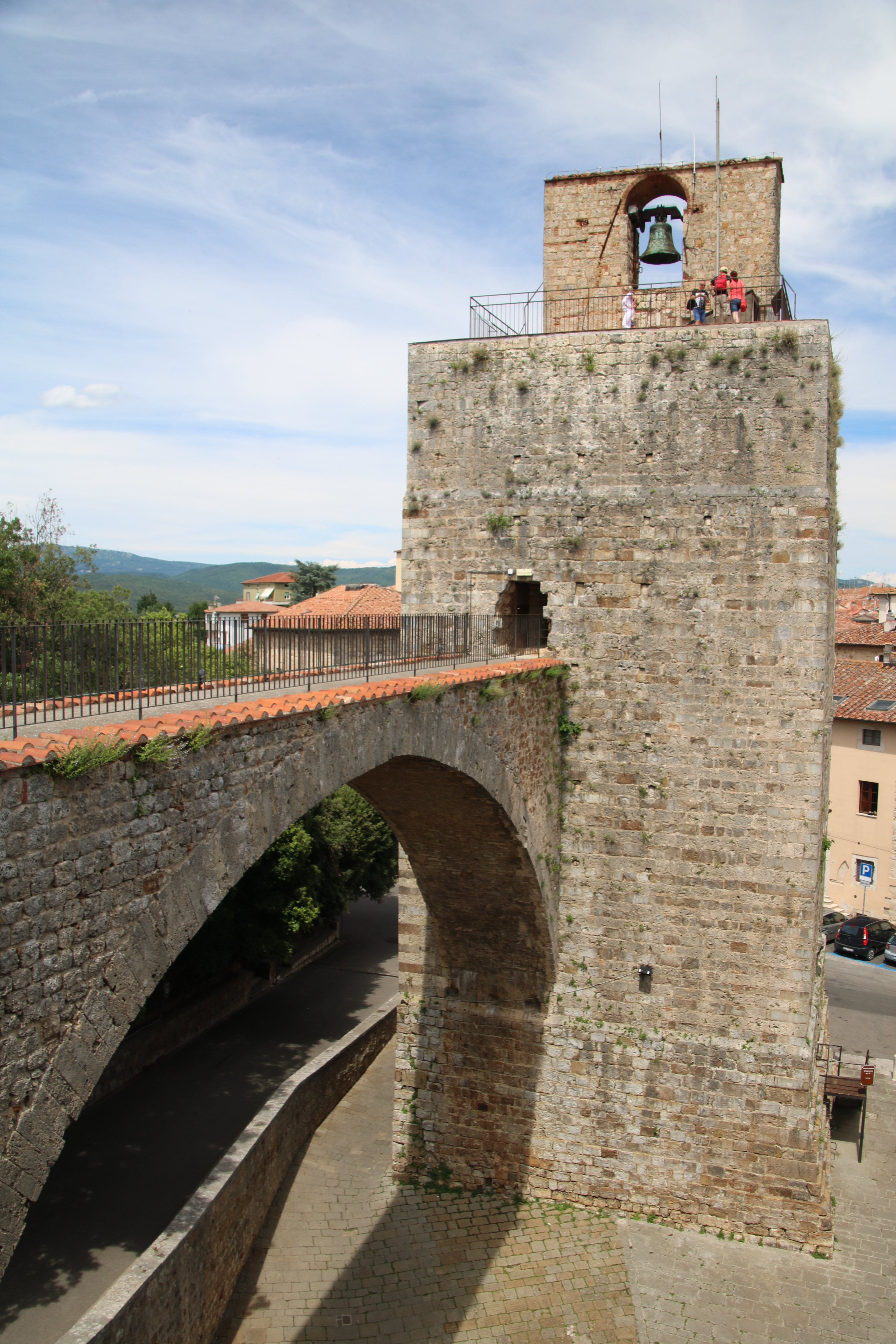
L'arche.